# Plataforma Cívica
La Plataforma Cívica (en polaco, Platforma Obywatelska; PO) es el principal partido político de centro de Polonia. También fue el partido ganador de las elecciones generales de 2007 y de nuevo elecciones generales de 2011. Desde 2018 forma parte de la Coalición Cívica.
Desde 2007, Plataforma Cívica ha ido cambiando gradualmente sus posturas conservadoras, y muchos de sus políticos tienen posiciones más liberales en temas sociales. En 2013, el gobierno de Plataforma Cívica introdujo la financiación pública del programa de fertilización in vitro. En 2017, el partido apoyó una iniciativa ciudadana para la liberalización de la ley del aborto. Plataforma Cívica también apoya las uniones civiles para parejas del mismo sexo.

## Historia

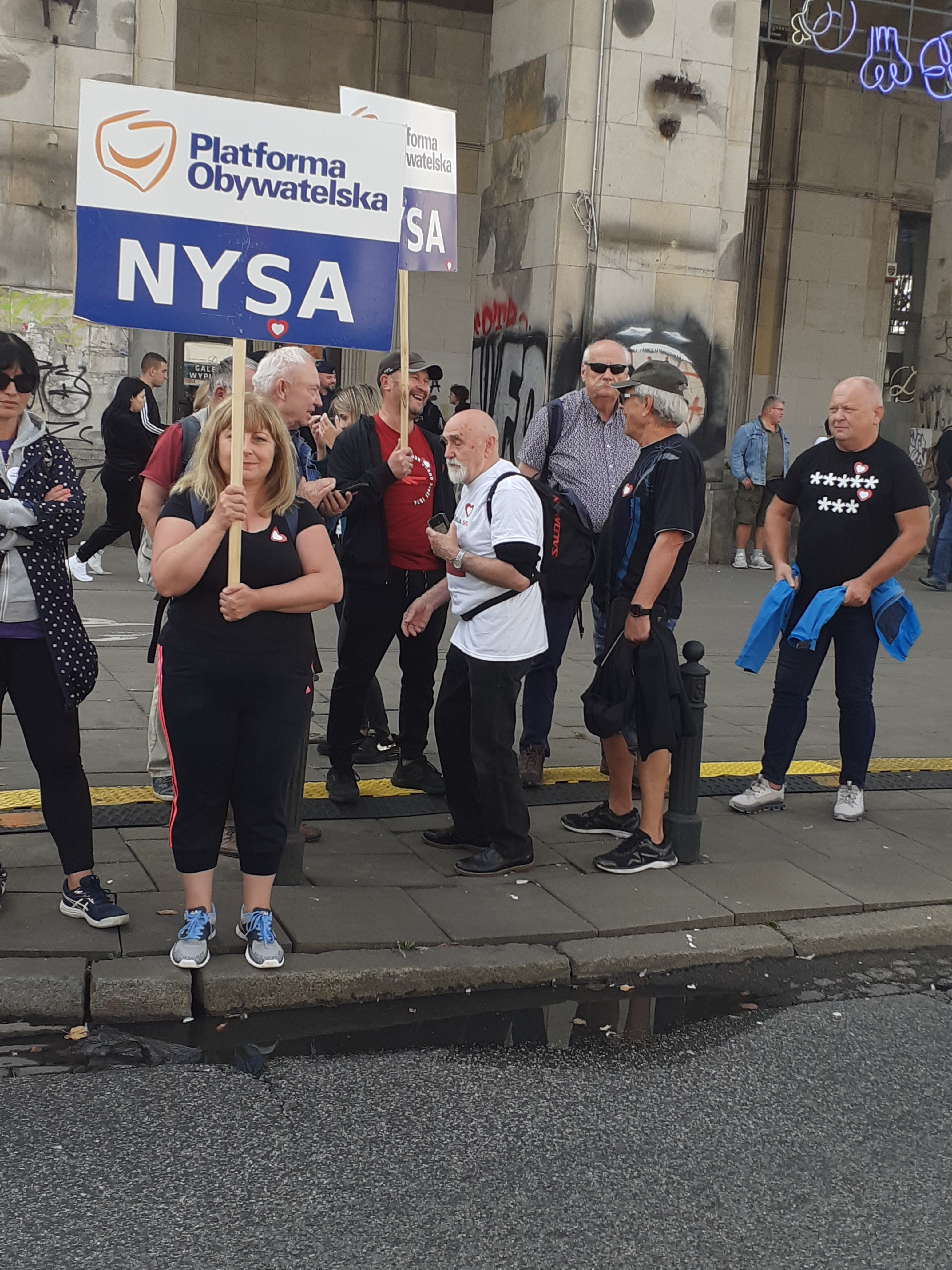
Plataforma Cívica en 2023.

Fundado el 19 de enero de 2001, la mayor parte de sus miembros habían sido miembros de la UW (Alianza de la Libertad - Unia Wolności) y la AWS (Acción Electoral Solidaridad - Akcja Wyborcza Solidarność). El partido PO fue fundado por Donald Tusk de la UW, Maciej Płażyński de la AWS y Andrzej Olechowski. Durante las elecciones generales en 2001, Plataforma Cívica obtuvo el 12,68 % de los votos y 65 escaños en Sejm llegando a ser la segunda fuerza política, siendo el principal partido opositor frente al gobierno de la Alianza de la Izquierda Democrática. En las elecciones de 2005 obtuvo el 24,14 %, 133 escaños y 34 senadores (de 100), nuevamente de segundo esta vez frente al partido Ley y Justicia (PiS) e iniciando el bipartidismo entre estos 2 partidos.
La coalición de gobierno liderada por PiS se vino abajo en 2007 en medio de escándalo de corrupción con Andrzej Lepper y Tomasz Lipiec y las disputas internas de liderazgo. Estos hechos llevaron a las nuevas elecciones en 2007 donde el PO ganó 41,51 % de los votos y 209 de 460 escaños (ahora 201) en el Sejm y 60 de los 100 escaños (ahora 56) en el Senado de Polonia. Plataforma Cívica, ahora el partido más grande en ambas cámaras del Parlamento, posteriormente formó una coalición con el Partido Campesino Polaco (PSL). Las elecciones parlamentarias de 2011 fueran ganadas nuevamente por Plataforma Cívica con el 39,18 % de los votos, 207 de los 460 escaños en el Sejm, 63 de 100 escaños en el Senado.
Actualmente, el presidente de Plataforma Cívica es Donald Tusk.

## Programa
Desde 2007, Plataforma Cívica ha venido cambiando gradualmente sus posturas conservadoras, y muchos de sus políticos tienen posiciones más liberales en temas sociales. En 2013, el gobierno de Plataforma Cívica introdujo la financiación pública del programa de fertilización in vitro. En 2017, el partido apoyó una iniciativa ciudadana para la liberalización de la ley del aborto. Plataforma Cívica también apoya las uniones civiles para parejas del mismo sexo. En lo económico, en 2006 varias de sus propuestas iban orientadas a bajar los impuestos a la renta e introducir el impuesto lineal (en polaco podatek liniowy), incluyendo la privatización de los sectores públicos restantes de la economía polaca además de la independencia sobre la política monetaria por parte del Banco Nacional de Polonia  El partido apoya la integración en la Unión Europea (UE).

## Estructura interna
- Presidentes:
  - Maciej Płażyński (2001-2003)
  - Donald Tusk (2003-2014)
  - Ewa Kopacz (2014-2016)
  - Grzegorz Schetyna (2016-2020)
  - Borys Budka (2020-2021)
  - Donald Tusk (2021-actual)
- Presidente del club de los diputados:
  - Borys Budka (2021-actual)
- Líderes regionales:
  - Jan Grabiec – Región Mazowiecki
  - Andrzej Buła – Región Opolski
  - Olgierd Geblewicz – Región Zachodniopomorski
  - Rafał Grupiński – Región Wielkopolski
  - Zdzisław Gawlik – Región Podkarpacki
  - Artur Gierada – Región Świętokrzyski
  - Cezary Grabarczyk – Región Łódzki
  - Tomasz Lenz – Región Kujawsko-Pomorski
  - Aleksander Miszalski – Región Małopolski
  - Wojciech Saługa – Región Śląski
  - Jacek Protas – Región Warmińsko-Mazurski
  - Krzysztof Truskolaski – Región Podlaski
  - Mieczysław Struk – Región Pomorski
  - Stanisław Żmijan - Región Lubelski
  - Waldemar Sługocki – Región Lubuski

## Resultados electorales
|  | 12,68 % |

|  | 24,14 % |

|  | 41,51 % |

|  | 39,18 % |

|  | 24,09 % |

|  | 27,40 % |

|  | 30,70 % |

a Dentro de la coalición Bloque de Senado 2001.
b y c Dentro de Coalición Cívica.
| Elecciones | Candidato            | Votación   | Nivel de apoyo | Nota                                    |
| ---------- | -------------------- | ---------- | -------------- | --------------------------------------- |
| 2005       | Donald Tusk          | 1.ª vuelta | 36,33 %        | Paso a 2.ª vuelta                       |
| 2005       | Donald Tusk          | 2.ª vuelta | 45,96 %        | Pierde frente a Lech Kaczyński (PiS)    |
| 2010       | Bronisław Komorowski | 1.ª vuelta | 41,54 %        | Paso a 2.ª vuelta                       |
| 2010       | Bronisław Komorowski | 2.ª vuelta | 53,01 %        | Victoria sobre Jarosław Kaczyński (PiS) |
| 2015       | Bronisław Komorowski | 1.ª vuelta | 33,77 %        | Paso a 2.ª vuelta                       |
| 2015       | Bronisław Komorowski | 2.ª vuelta | 48,45 %        | Pierde frente a Andrzej Duda (PiS)      |
| 2020       | Rafał Trzaskowski    | 1.ª vuelta | 30,46 %        | Paso a 2.ª vuelta                       |
| 2020       | Rafał Trzaskowski    | 2.ª vuelta | 48,97 %        | Pierde frente a Andrzej Duda (PiS)      |

| Elecciones | Nivel de apoyo | Cambio [ %] | Escaños | Cambio | Escaños para Polonia |
| ---------- | -------------- | ----------- | ------- | ------ | -------------------- |
| 2004       | 24,1 %         | -           | 15      | -      | 54                   |
| 2009       | 44,43 %        | 20,33       | 25      | 10     | 50                   |
| 2014       | 32,13 %        | 12,30       | 19      | 6      | 51                   |
| 2019       | 38,47 %        | 6,34        | 22      | 3      | 51                   |